# Fomes
Fomes é um gênero do reino fungi, familia dos Polyporaceae.

## Espécies
- F. fasciatus
- F. fomentarius
- F. fulvus
- F. lucidus
- F. hemitephrus
- F. lamaënsis
- F. meliae
- F. salicinus